# Каламона (Месина)
Каламона је насеље у Италији у округу Месина, региону Сицилија.
Према процени из 2011. у насељу је живело 114 становника. Насеље се налази на надморској висини од 98 м.